# Saint-M'Hervé
Ne doit pas être confondu avec Saint-M'Hervon.
Saint-M'Hervé est une commune française située dans le département d'Ille-et-Vilaine en région Bretagne, peuplée de 1 357 habitants (les Saint-M'Hervéens).

## Géographie
Saint-M'Hervé est située à l'est de la Bretagne, entre Vitré et Laval. La commune est traversée par la Vilaine avec notamment l'étang de Haute-Vilaine, qui est régulièrement touché par des proliférations de cyanobactéries.

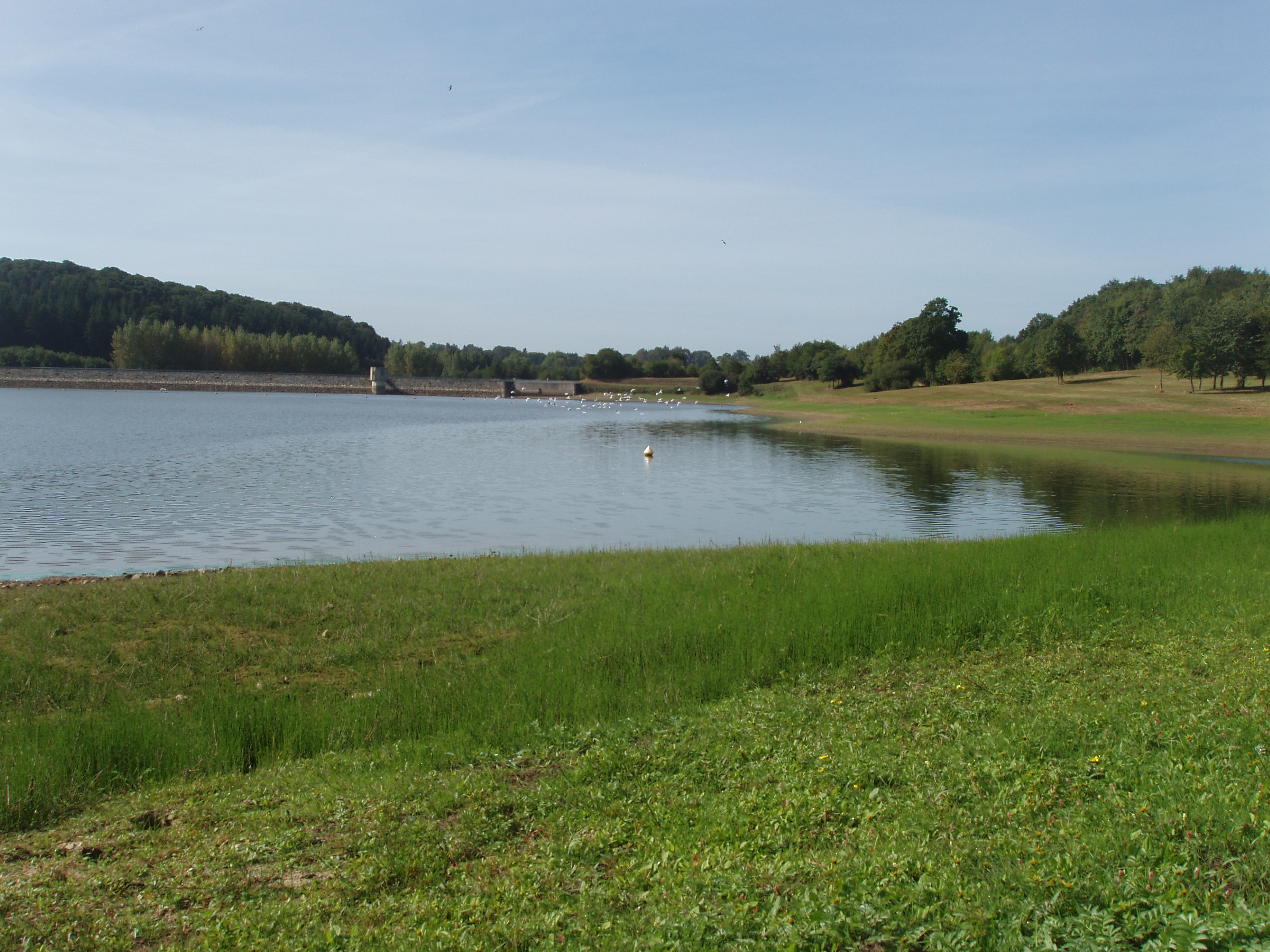
Le barrage de Haute Vilaine.

### Communes limitrophes
|        | Montautour                 |                        |
| Balazé | Saint-M'Hervé              | La Croixille (Mayenne) |
| Vitré  | Erbrée, La Chapelle-Erbrée | Bourgon (Mayenne)      |

### Hydrographie
Pour un article plus général, voir Réseau hydrographique d'Ille-et-Vilaine.
La commune est située dans le bassin Loire-Bretagne. Elle est drainée par la Vilaine, les Epronières, les Épronnières, la Rabault, le ruisseau de Bel-orient, le ruisseau de la Jariais, le ruisseau de la Maserie, le ruisseau de la Touche bouillon, le ruisseau de Vanlée et le ruisseau du Mainerie, et un autre petit cours d'eau,.
La Vilaine, d'une longueur de 218 km, prend sa source dans la commune de Juvigné et se jette  dans l'Océan Atlantique à Camoël, après avoir traversé 56 communes. 
Les Épronières, d'une longueur de 11 km, prend sa source dans la commune de Princé et se jette  dans la Vilaine à Bourgon, après avoir traversé six communes. 

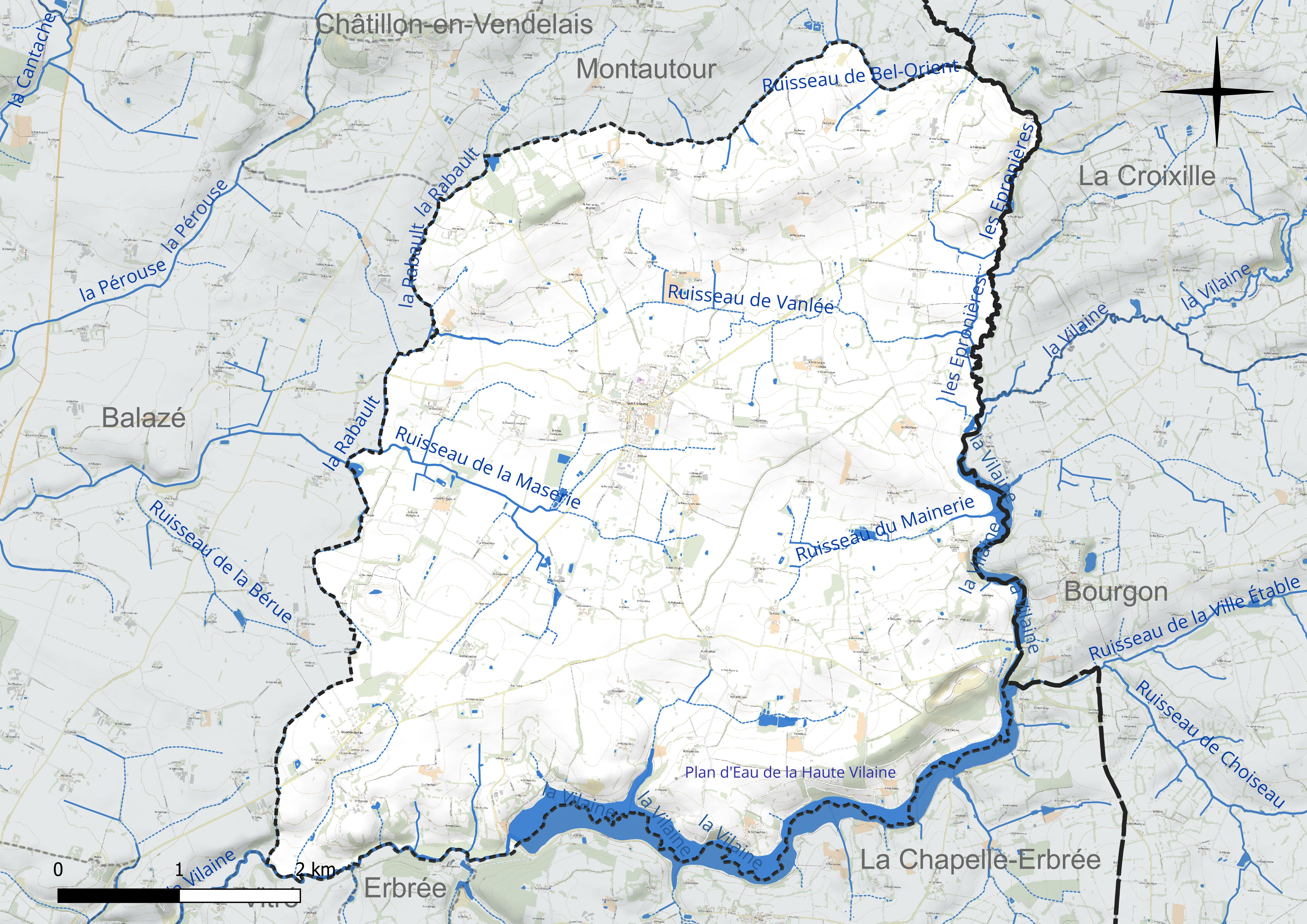
Réseau hydrographique de Saint-M'Hervé.

Un plan d'eau complète le réseau hydrographique : le plan d'eau de la Haute Vilaine, d'une superficie totale de 135,3 ha (64,74 ha sur la commune),.

### Climat
Pour des articles plus généraux, voir Climat de la Bretagne et Climat d'Ille-et-Vilaine.
En 2010, le climat de la commune est de type climat océanique franc, selon une étude du CNRS s'appuyant sur une série de données couvrant la période 1971-2000. En 2020, Météo-France publie une typologie des climats de la France métropolitaine dans laquelle la commune est exposée à un climat océanique et est dans la région climatique  Bretagne orientale et méridionale, Pays nantais, Vendée, caractérisée par une faible pluviométrie en été et une bonne insolation. Parallèlement l'observatoire de l'environnement en Bretagne publie en 2020 un zonage climatique de la région Bretagne, s'appuyant sur des données de Météo-France de 2009. La commune est, selon ce zonage, dans la zone « Sud Est », avec des étés relativement chauds et ensoleillés.  
Pour la période 1971-2000, la température annuelle moyenne est de 11,1 °C, avec une amplitude thermique annuelle de 13,3 °C. Le cumul annuel moyen de précipitations est de 845 mm, avec 13,2 jours de précipitations en janvier et 7,7 jours en juillet. Pour la période 1991-2020, la température moyenne annuelle observée sur la station météorologique la plus proche, située sur la commune de Launay-Villiers à 9 km à vol d'oiseau, est de 11,6 °C et le cumul annuel moyen de précipitations est de 862,6 mm,. Pour l'avenir, les paramètres climatiques de la commune estimés pour 2050 selon différents scénarios d'émission de gaz à effet de serre sont consultables sur un site dédié publié par Météo-France en novembre 2022.

## Urbanisme

### Typologie
Au 1er janvier 2024, Saint-M'Hervé est catégorisée commune rurale à habitat dispersé, selon la nouvelle grille communale de densité à sept niveaux définie par l'Insee en 2022.
Elle est située hors unité urbaine. Par ailleurs la commune fait partie de l'aire d'attraction de Vitré, dont elle est une commune de la couronne,. Cette aire, qui regroupe 30 communes, est catégorisée dans les aires de 50 000 à moins de 200 000 habitants,.

### Occupation des sols
L'occupation des sols de la commune, telle qu'elle ressort de la base de données européenne d'occupation biophysique des sols Corine Land Cover (CLC), est marquée par l'importance des territoires agricoles (92,9 % en 2018), en diminution par rapport à 1990 (94,5 %). La répartition détaillée en 2018 est la suivante : 
terres arables (46,9 %), prairies (35 %), zones agricoles hétérogènes (11 %), eaux continentales (2,4 %), mines, décharges et chantiers (2,1 %), zones urbanisées (1,3 %), forêts (1,3 %). L'évolution de l'occupation des sols de la commune et de ses infrastructures peut être observée sur les différentes représentations cartographiques du territoire : la carte de Cassini (XVIIIe siècle), la carte d'état-major (1820-1866) et les cartes ou photos aériennes de l'IGN pour la période actuelle (1950 à aujourd'hui).

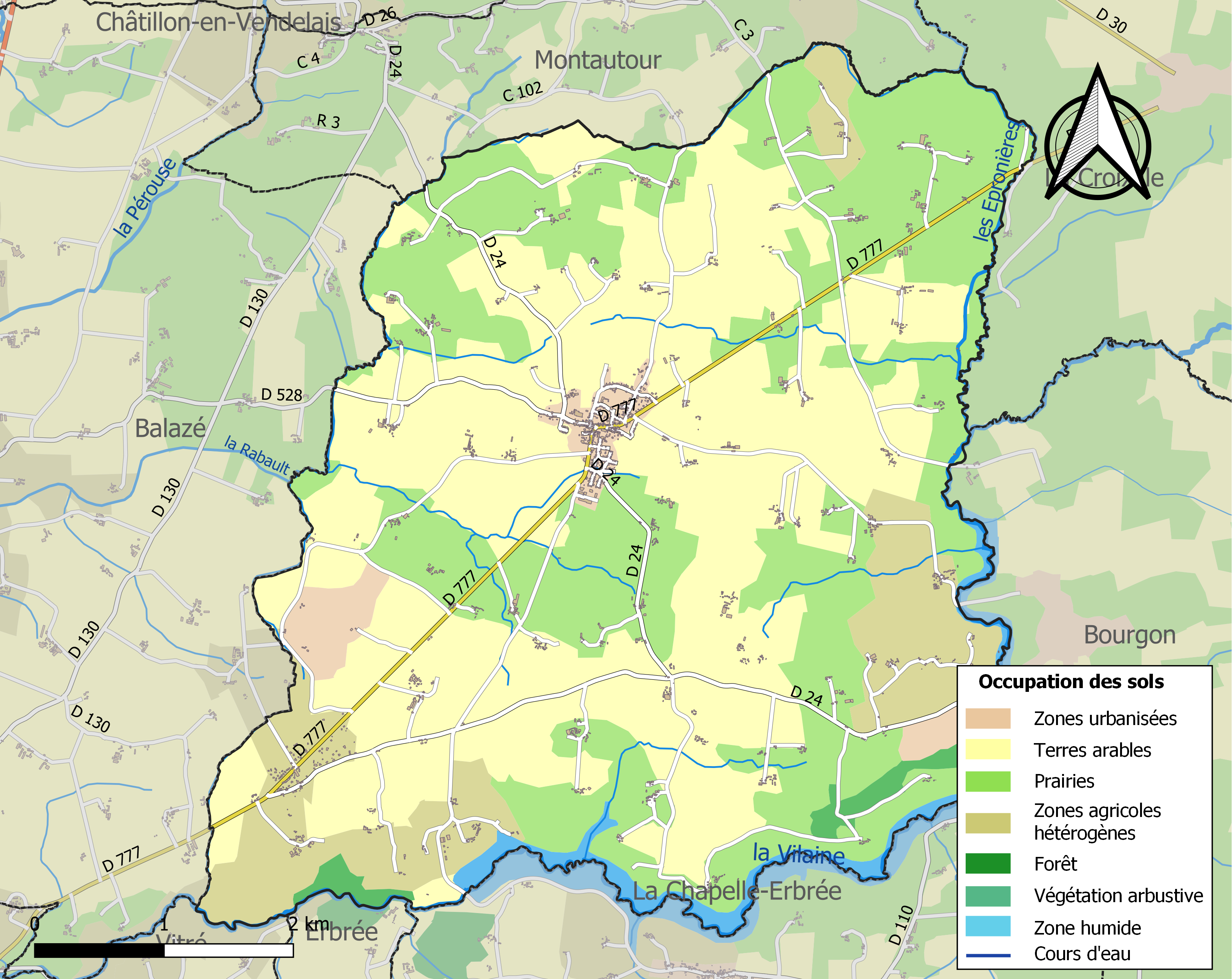
Carte des infrastructures et de l'occupation des sols de la commune en 2018 (CLC).

## Toponymie
Le nom de la localité est attesté sous les formes Sancto Herveo au XIe siècle, ecclesia de Sancto Merveio au XIIIe siècle, ecclesia Sanctii Mervei en 1516.
Saint-M'Hervé porte le nom de son église paroissiale. Ce nom ne fait pas référence à Hervé, saint breton du VIe siècle, mais à un Mérovée de l'époque des Francs. L'ancienne commune de Saint-M'Hervon, également située en Ille-et-Vilaine, possède un nom similaire mais le sien réfère à un saint local appelé Maëlmon. Saint-M'Hervé est mentionné pour la première fois au XIIIe siècle sous la forme latine ecclesia de Sancto Merveio (« église de Saint-Mérovée »).
Saint-Mervë en gallo.

## Histoire

### Époque moderne
La Gélinière est une maison de marchand de toile datant de la fin du XVIe siècle, qui présente notamment une tour d'escalier saillante, coiffée d'un épi de faîtage, sur sa façade.
Selon Henri Sée, en 1774, le nombre des journaliers et domestiques à Saint-M'Hervé était de 345 sur une population totale qui s'élevait alors à 2 131 habitants.

### Révolution française
Dans un rapport daté du 9 décembre 1793, les autorités d'Ernée écrivent que des paysans d'Argentré, Le Pertre, Mondevert, Erbrée, La Chapelle-Erbrée, Bréal, Saint-M'Hervé, Montautour et Balazé avaient « porté leurs grain aux insurgés pendant leur séjour à Laval ».
Saint-M'Hervé fait partie des communes déclarées totalement insurgées en 1793-1794. La colonne ou canton d'Argentré, des chouans membres de la division de Vitré de l'Armée catholique et royale de Rennes et de Fougères, eut pour chef Toussaint du Breil de Pontbriand, secondé par Louis Hubert. Elle était divisée en plusieurs compagnies : compagnie d'Étrelles, compagnie d'Argentré-du-Plessis, compagnie de Saint-M'Hervé (capitaine : Pierre Carré, dit Piquet, lieutenants : Noël Coeffé, Pierre Hodeyer et Mathurin Combois), compagnie de La Chapelle-Erbrée, compagnie du Pertre, compagnie de Vitré.
Deux combats menés par la Chouannerie contre les Républicains se déroulèrent à Saint-M'hervé, l'un en 1795, l'autre en 1796.
Louis Hubert, né le 25 mai 1770 à Saint-M'Hervé, fut un chef chouan qui participa notamment au combat de Saint-M'Hervé (1796), au combat du Pont de Cantache et fut tué le 30 mai 1832 lors du combat de Touchenault.

### LeXXesiècle

#### LaBelle Époque
Selon le journal La Croix, en 1891, 12 élèves sont inscrits à l'école laïcisée contre 92 à l'école « libre », congréganiste.
Le Journal officiel du 13 mars 1903 indique que Louis Félix Ollivier, député des Côtes-du-Nord, a déposé sur le bureau de l'Assemblée nationale une pétition hostile à la politique menée par le gouvernement d'Émile Combes signée entre autres par 328 habitants de Saint-M'Hervé.
L'inventaire des biens d'église provoqua des difficultés : Le Journal du 14 mars 1906 écrit : « À La Chapelle-Janson, Balazé, Saint-M'Hervé, les bourgs étaient barrés par des tas de fagots enflammés; les églises étaient entourées de charrettes enchevêtrées les unes dans les autres ; et les gendarmes étaient accueillis avec des gourdins et à coups de cailloux. Plusieurs officiers et plusieurs gendarmes ont été renversés et assez sérieusement blessés ».

## Héraldique
| Blason de Saint-M'Hervé | Blason  | Échiqueté de gueules et d'hermine.               |
| Blason de Saint-M'Hervé | Détails | Le statut officiel du blason reste à déterminer. |

## Politique et administration
| Période                                  | Période                 | Identité           | Étiquette | Qualité                                                             |
| ---------------------------------------- | ----------------------- | ------------------ | --------- | ------------------------------------------------------------------- |
| mars 1989                                | juin 1995               | Jacques Bougault   |           | Comptable                                                           |
| juin 1995                                | mars 2008 ( 2 mandats ) | Bernard Beaudouin  |           | Agent d'assurance                                                   |
| mars 2008                                | 23 mai 2020             | Dominique Kerjouan | SE        | Enseignant                                                          |
| 23 mai 2020                              | En cours                | Élisabeth Brun     | DVD       | Assistante maternelle Conseillère départementale de Vitré (2021 → ) |
| Les données manquantes sont à compléter. |                         |                    |           |                                                                     |

## Démographie
L'évolution du nombre d'habitants est connue à travers les recensements de la population effectués dans la commune depuis 1793. Pour les communes de moins de 10 000 habitants, une enquête de recensement portant sur toute la population est réalisée tous les cinq ans, les populations de référence des années intermédiaires étant quant à elles estimées par interpolation ou extrapolation. Pour la commune, le premier recensement exhaustif entrant dans le cadre du nouveau dispositif a été réalisé en 2008.
En 2022, la commune comptait 1 357 habitants, en évolution de −0,66 % par rapport à 2016 (Ille-et-Vilaine : +5,46 %, France hors Mayotte : +2,11 %).
| 1793  | 1800  | 1806  | 1821  | 1831  | 1836  | 1841  | 1846  | 1851  |
| ----- | ----- | ----- | ----- | ----- | ----- | ----- | ----- | ----- |
| 2 200 | 1 905 | 1 984 | 2 208 | 2 016 | 1 990 | 1 809 | 1 834 | 1 926 |

| 1856  | 1861  | 1866  | 1872  | 1876  | 1881  | 1886  | 1891  | 1896  |
| ----- | ----- | ----- | ----- | ----- | ----- | ----- | ----- | ----- |
| 1 884 | 1 909 | 1 873 | 1 774 | 1 774 | 1 744 | 1 712 | 1 688 | 1 661 |

| 1901  | 1906  | 1911  | 1921  | 1926  | 1931  | 1936  | 1946  | 1954  |
| ----- | ----- | ----- | ----- | ----- | ----- | ----- | ----- | ----- |
| 1 675 | 1 690 | 1 556 | 1 325 | 1 310 | 1 307 | 1 336 | 1 346 | 1 292 |

| 1962  | 1968  | 1975  | 1982  | 1990  | 1999  | 2006  | 2008  | 2013  |
| ----- | ----- | ----- | ----- | ----- | ----- | ----- | ----- | ----- |
| 1 215 | 1 217 | 1 189 | 1 193 | 1 144 | 1 213 | 1 327 | 1 360 | 1 375 |

| 2018  | 2022  | - | - | - | - | - | - | - |
| ----- | ----- | - | - | - | - | - | - | - |
| 1 347 | 1 357 | - | - | - | - | - | - | - |

## Économie
L'économie de Saint-M'Hervé tourne autour :
- de l'activité agricole
- d'une carrière d'extraction[41]
- d'une base nautique[42], qui a accueilli le championnat de France de kayak en 2017[43]

## Transports
La commune est desservie par la ligne de bus n°4 et la ligne N°10 (base nautique et plages de La Chapelle-Erbrée en été) de Vitré Communauté.

## Lieux et monuments

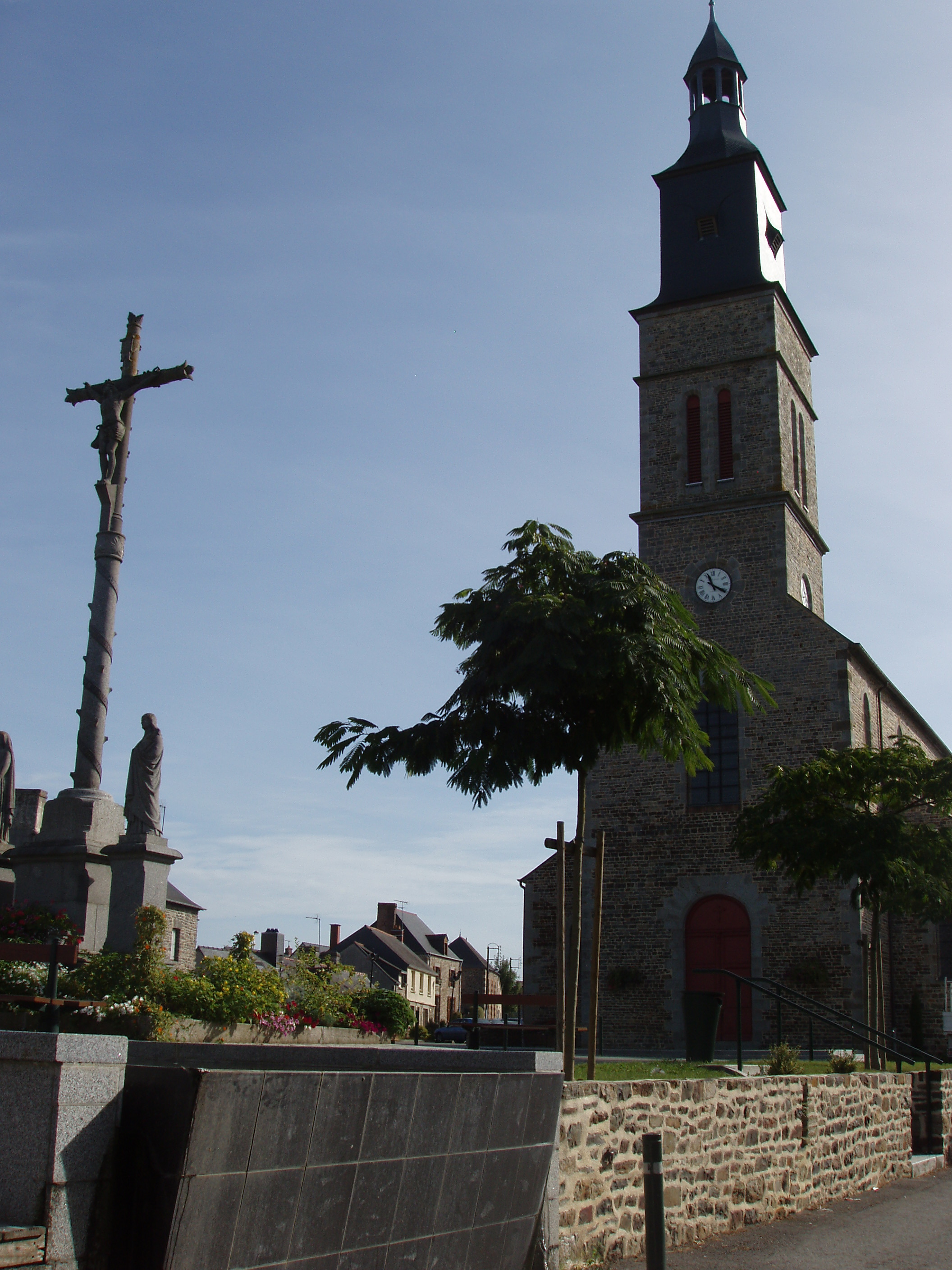
L'église paroissiale de Saint-M'Hervé.

La maison de la Gélinière fait partie d'une petite série de maisons concentrées sur la commune de Saint-M'Hervé. Ces maisons ont en commun leur plan symétrique à deux portes jumelles, la tour d'escalier couverte d'un toit conique située à l'arrière de la construction. La charpente de la tour — assez sophistiquée — comporte trois niveaux d'enrayure. Ce haut toit donne un aspect élancé et élégant à la tour. Au bas de la tour, une pierre d'évier en schiste est engagée dans le mur.
La construction en moellons de quartzite et baies en granite est de belle qualité. Il reste devant la maison des traces d'une cour fermée et d'un portail
Le style général de la maison et quelques détails de décor indiquent une datation de la fin du XVIe siècle ou du début du XVIIe siècle, des modifications ayant été effectuées au XVIIIe siècle. Cette maison aurait été construite pour des marchands de toile qui font partie des notables ruraux à cette époque prospère dans une région où était cultivé le chanvre. Les toiles étaient vendues à Saint-Malo pour la marine. La maison aurait été habitée par un chirurgien vitréen avant la Révolution. Ces dernières données constituent autant d'hypothèses non vérifiées.

## Culture
Une copie du menhir du Champ Dolent a été fabriquée pour les besoins d'une série de télévision Le Champ Dolent, le roman de la Terre de Hervé Baslé. Cette copie se situe aujourd'hui à l'entrée de la commune, sur le carrefour RD 777 et RD 24. Saint-M'Hervé est la commune où se déroule l'intrigue de la série.